# ICloud Drive
iCloud Drive è un'applicazione sviluppata dalla Apple Inc. per i sistemi operativi iOS e macOS e Microsoft Windows. Essa fornisce accesso all'omonimo servizio di file hosting per i dispositivi con sistema operativo iOS 8, OS X Yosemite e Windows 7 o versioni più recenti. È anche disponibile un'applicazione online su iCloud.com.
Il servizio permette agli utenti di archiviare ogni tipo di file, tra cui foto, video, documenti, musica e altro. Di default, ogni utente ha a disposizione 5 GB di spazio di archiviazione gratis. Sono disponibili piani fino a un totale di 2 TB.
Per liberare spazio si possono cancellare fotografie o filmati tramite l'app di sistema File.

## Storia
iCloud Drive è stato presentato durante la WWDC 2014 per iOS 8 e OS X Yosemite. Dal 10 settembre 2014 è possibile accedere a iCloud Drive via web all'indirizzo iCloud.com. Con macOS Sierra è possibile caricare tutti i file presenti nella scrivania e nella cartella Documenti in iCloud Drive, così da potervi accedere da ogni dispositivo.

## iCloud+
Il servizio iCloud comprende 5 GB di spazio gratuiti, espandibili tramite abbonamento a 50 GB, 200 GB o 2 TB di spazio di archiviazione.
A settembre 2021, durante la WWDC annuale, Apple ha annunciato l'introduzione del servizio iCloud+ per chi sceglie uno dei piani a pagamento. Esso va a sostituire il precedente sistema di abbonamento iCloud, fornendo agli stessi prezzi le seguenti funzionalità aggiuntive:
- la possibilità di nascondere il proprio indirizzo e-mail durante la registrazioni ai servizi tramite ID Apple
- la possibilità di attivare il relay privato di iCloud, che consente di mascherare il proprio indirizzo IP quando si utilizza il browser Safari
- il supporto della funzione Video sicuro di HomeKit
- un dominio email personalizzato [8]

Il limite teorico di spazio a disposizione è in realtà di 4 TB, ottenibili abbonandosi al servizio Apple One Premium - che include 2 TB su iCloud - e anche al servizio iCloud+ con 2 TB.